# أرشيبالد هيل كارمايكل
أرشيبالد هيل كارمايكل هو محامي وسياسي أمريكي، ولد في 17 يونيو 1864 في Sylvan Grove, Alabama ‏ في الولايات المتحدة، وتوفي في 15 يوليو 1947 في توسكومبيا في الولايات المتحدة. نشط حزبياً في الحزب الديمقراطي. وقد انتخب عضو مجلس نواب ألاباما ‏ وانتخب عضو مجلس النواب الأمريكي ‏.